# Nkol Ngok
Nkol Ngok, o Nkolngok, è un villaggio del Camerun, che fa parte del dipartimento di Méfou e Akono nella regione del Centro, all'interno del comune di Mbankomo.

## Evoluzione demografica
Nel 1965, Nkol Ngok aveva una popolazione di 465 abitanti, principalmente di etnia Ewondo.
Al censimento del 2005, la popolazione era di 324 abitanti.